# Periaeschna flinti
Periaeschna flinti – gatunek ważki z rodziny żagnicowatych (Aeshnidae). Występuje w Chinach oraz w górach Khasi Hills w indyjskim stanie Meghalaya.